# SMS Schlesien
O SMS Schlesien foi um couraçado pré-dreadnought operado inicialmente pela Marinha Imperial Alemã e depois também pelas sucessoras Marinha do Império e Marinha de Guerra. Foi a quarta embarcação da Classe Deutschland, depois do SMS Deutschland, SMS Hannover e SMS Pommern, e seguido pelo SMS Schleswig-Holstein. Sua construção começou em novembro de 1904 na Schichau-Werke e foi lançado ao mar em maio de 1906, sendo comissionado em maio de 1908. Era armado com uma bateria principal composta por quatro canhões de 283 milímetros, tinha um deslocamento de mais de catorze mil toneladas e alcançava uma velocidade máxima de dezoito nós.
O Schlesien teve início de carreira tranquilo e passou a maior parte desse período realizando exercícios de treinamento e cruzeiros de rotina. Ele serviu com a Frota de Alto-Mar durante a Primeira Guerra Mundial, participando em maio-junho de 1916 da Batalha da Jutlândia, quando brevemente enfrentou navios britânicos. A embarcação depois disso foi tirada do serviço de frente e usada pelo restante do conflito como navio-escola. A Alemanha foi derrotada em 1918 e o Schlesien foi um dos poucos couraçados que o país pode manter sob o Tratado de Versalhes. Ele foi reformado na década de 1920 e voltou à ativa em 1927, sendo convertido em 1935 em um navio-escola para cadetes navais.
A Segunda Guerra Mundial começou em 1939 e o navio participou em setembro da invasão da Polônia ao bombardear posições inimigas. Em abril do ano seguinte deu suporte para a invasão da Noruega e Dinamarca ao escoltar draga-minas. Depois disso foi relegado à deveres secundários, principalmente como navio-escola e quebra-gelo, mais também deu suporte de artilharia no Mar Báltico. O Schlesien bateu em uma mina em 3 de maio de 1945 e foi afundado por sua tripulação em água rasa em Swinemünde. Foi usado mesmo parcialmente naufragado como uma bateria antiaérea para defender a cidade nos últimos dias da guerra. Após o conflito foi desmontado no local entre 1949 e 1956.